# Liste der Bodendenkmäler in Moosbach (Oberpfalz)
Auf dieser Seite sind die Bodendenkmäler in dem Oberpfälzer Markt Moosbach zusammengestellt. Diese Tabelle ist eine Teilliste der Liste der Bodendenkmäler in Bayern. Grundlage ist die Bayerische Denkmalliste, die auf Basis des Bayerischen Denkmalschutzgesetzes vom 1. Oktober 1973 erstmals erstellt wurde und seither durch das Bayerische Landesamt für Denkmalpflege geführt wird. Die folgenden Angaben ersetzen nicht die rechtsverbindliche Auskunft der Denkmalschutzbehörde.

## Bodendenkmäler in Moosbach

### Bodendenkmäler in der Gemarkung Burgtreswitz
| Lage                    | Objekt | Akten-Nr.     | Bild |
| ----------------------- | --- | ------------- | ---- |
| Burgtreswitz (Standort) | Mesolithische Freilandstation. | D-3-6340-0006 |      |
| Burgtreswitz (Standort) | Spätmittelalterliche Wüstung. | D-3-6340-0007 |      |
| Burgtreswitz (Standort) | Archäologische Befunde und Funde des Mittelalters und der frühen Neuzeit im Bereich des Schlosses Burgtreswitz, zuvor mittelalterliche Burg. | D-3-6440-0048 |      |

### Bodendenkmäler in der Gemarkung Etzgersrieth
| Lage                    | Objekt | Akten-Nr.     | Bild |
| ----------------------- | --- | ------------- | ---- |
| Etzgersrieth (Standort) | Archäologische Befunde und Funde des Mittelalters und der frühen Neuzeit im Bereich der Katholischen Kirche St. Georg in Etzgersrieth, darunter die Spuren von Vorgängerbauten bzw. älterer Bauphasen. | D-3-6440-0042 |      |

### Bodendenkmäler in der Gemarkung Gaisheim
| Lage                | Objekt                                                                                        | Akten-Nr.     | Bild |
| ------------------- | --------------------------------------------------------------------------------------------- | ------------- | ---- |
| Gaisheim (Standort) | Archäologische Befunde der frühen Neuzeit im Bereich des ehemaligen Landsassengutes Gaisheim. | D-3-6440-0045 |      |

### Bodendenkmäler in der Gemarkung Gröbenstädt
| Lage                   | Objekt | Akten-Nr.     | Bild |
| ---------------------- | --- | ------------- | ---- |
| Gröbenstädt (Standort) | Spätpaläolithische und mesolithische Freilandstation. | D-3-6340-0004 |      |
| Gröbenstädt (Standort) | Untertägige Befunde des abgebrochenen Schlosses von Gebhardsreuth, zuvor mittelalterlicher Adelssitz.                                                                        | D-3-6340-0072 |      |
| Gröbenstädt (Standort) | Archäologische Befunde und Funde im Bereich des ehemaligen Hammerschlosses Gröbenstädt, darunter die Spuren eines spätmittelalterlichen bzw. frühneuzeitlichen Eisenhammers. | D-3-6440-0046 |      |

### Bodendenkmäler in der Gemarkung Moosbach
| Lage                | Objekt | Akten-Nr.     | Bild |
| ------------------- | --- | ------------- | ---- |
| Moosbach (Standort) | Untertägige Befunde der frühen Neuzeit im Bereich der Katholischen Wieskirche „Zum gegeißelten Heiland“ in Moosbach, darunter die Spuren einer abgegangenen Kapelle mit Einsiedlerklause.              | D-3-6440-0040 |      |
| Moosbach (Standort) | Archäologische Befunde des Mittelalters und der frühen Neuzeit im Bereich der Katholischen Pfarrkirche St. Peter und Paul in Moosbach, darunter die Spuren von Vorgängerbauten bzw. älterer Bauphasen. | D-3-6440-0041 |      |
| Moosbach (Standort) | Frühneuzeitliche Hofwüstung Argleshof. | D-3-6440-0051 |      |

### Bodendenkmäler in der Gemarkung Tröbes
| Lage              | Objekt | Akten-Nr.     | Bild |
| ----------------- | --- | ------------- | ---- |
| Tröbes (Standort) | Archäologische Befunde und Funde des Mittelalters und der frühen Neuzeit im Bereich des Schlosses und ehemalige Hammergutes Waltenrieth. | D-3-6440-0020 |      |
| Tröbes (Standort) | Wüstung der Mühle Waltenrieth, zuvor spätmittelalterlicher und frühneuzeitlicher Hammer Oberwaltenrieth.                                 | D-3-6440-0052 |      |
| Tröbes (Standort) | Wüstung Unterwaltenrieth, ehemals ein frühneuzeitlicher Eisenhammer.                                                                     | D-3-6440-0053 |      |
| Tröbes (Standort) | Wüstung Mitterschleif, neuzeitliche Glasschleife.                                                                                        | D-3-6440-0054 |      |
| Tröbes (Standort) | Wüstung Oberschleif, neuzeitliche Glasschleife.                                                                                          | D-3-6440-0055 |      |